# Парк культуры и отдыха имени С. Айни
Парк культуры и отдыха имени Садриддина Айни (тадж. Боғи фароғат ва истироҳати ба номи Садриддин Айнӣ) — парк в северной части города Душанбе, в Таджикистане.

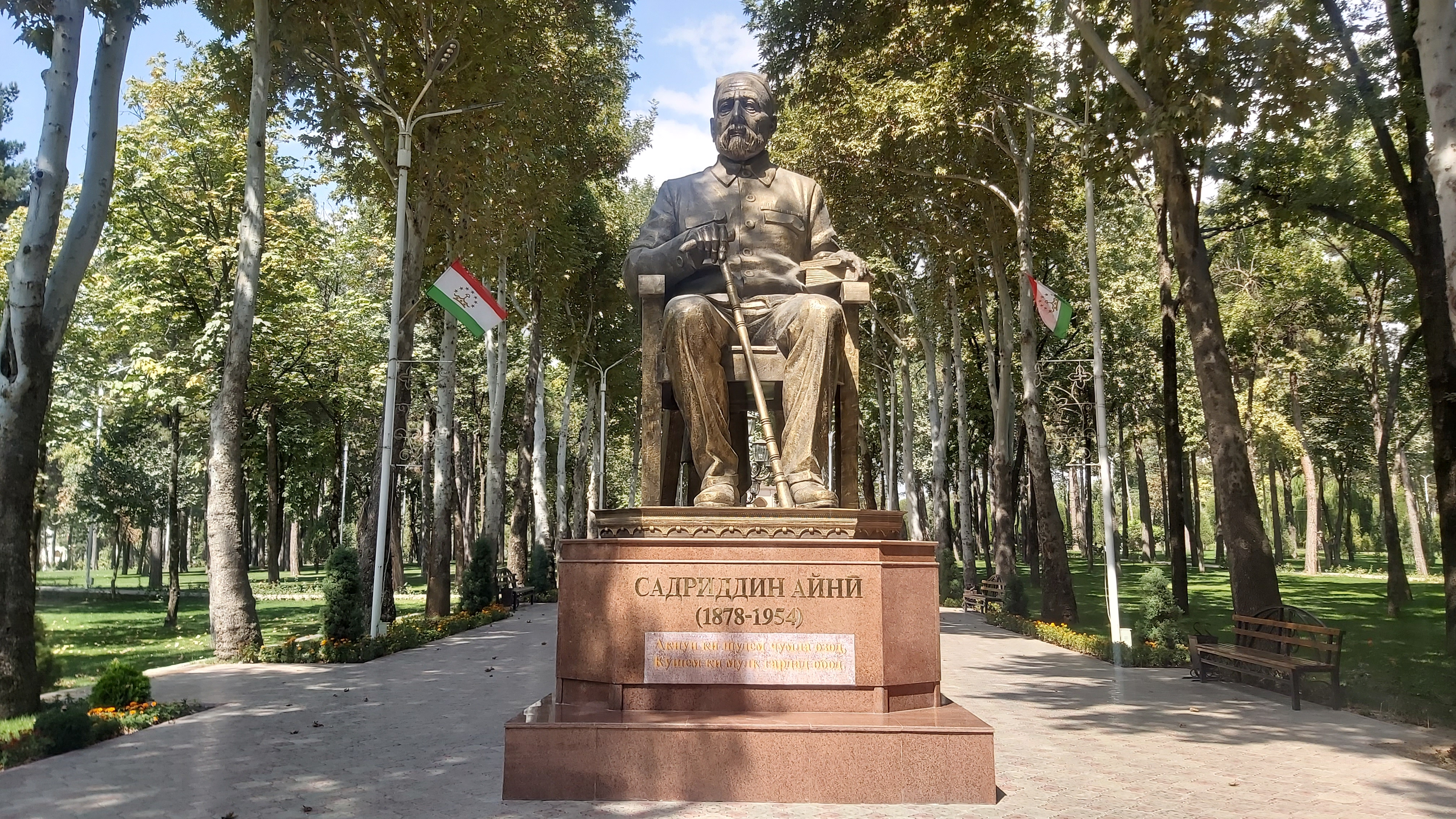
Памятник Айни

Расположен на северной окраине района Исмоила Сомони города Душанбе. Площадь всего парка составляет 6 гектаров. Парк расположен вдоль проспекта Рудаки (главного проспекта города), в его северной части. Основная аллея парка ведёт к круглому участку, откуда начинается продольная аллея, выходящая ко второму входу. В парке имеются террасы, беседки, чайхана, малые архитектурные формы, элементы паркового дизайна, фонтан и другое. На территории парка высажены различные деревья, виноградники, кустарники и цветы.
В центре парка на главной аллее построен мемориал в честь прославленных людей республики. Аллея завершается мавзолеем Садриддина Айни, возведённым над его могилой в 1958—1960 годах (автор бюста С. Айни скульптор А. А. Мануилов).

## История
Парк был спроектирован в ГПИ «Таджикгипрострой» в 1958 году архитектором Ю. Г. Снеговским. В конце 1980-х годов была проведена реконструкция всего паркового ансамбля.
В октябре 2017 года с территории парка были убраны захоронения известных людей — бывших руководителей Таджикистана Джабара Расулова и Бободжана Гафурова, народного поэта Боки Рахимзода, академика Мухаммада Осими, ученых Камола Айни и Мукаддимы Ашрафи. Их останки были перезахоронены на мусульманском кладбище Лучоб.